# 小林忠
小林 忠（こばやし ただし、1941年4月11日 - ）は、日本の美術史学者。学習院大学名誉教授。『國華』主幹。国際浮世絵学会会長。岡田美術館館長。江戸時代絵画、特に浮世絵を専門とする。

## 来歴・人物
東京出身。1965年、東京大学文学部美術史学科卒業、1968年、同大学院人文科学研究科修士課程（美術史専攻）修了、東京国立博物館絵画室員、その後、名古屋大学専任講師、助教授、東京国立博物館資料調査室長、情報調査研究室長を経て、学習院大学文学部哲学科教授。1983年、『江戸絵画史論』でサントリー学芸賞、1995年、内山晋米寿記念浮世絵奨励賞受賞。1999年から2012年まで千葉市美術館館長。2012年学習院大学定年退任、名誉教授。2013年10月から岡田美術館館長。2020年、瑞宝中綬章受章。

## 著書
- 『江戸の美人画 寛永・寛文期の肉筆画』学習研究社 1982
- 『江戸絵画史論』瑠璃書房 1983
- 『浮世絵の魅力 江戸の庶民文化』ビジネス教育出版社 1984
- 『江戸の画家たち』ぺりかん社 1987
- 『江戸の絵を読む』ぺりかん社 1989
- 『人間の美術 9 伝統と再生 江戸時代1』学習研究社 1990
- 『墨絵の譜 日本の水墨画家たち』ぺりかん社（全2巻） 1991-92
  - 改訂版『日本水墨画全史』講談社学術文庫 2018。画家24名の伝記
- 『江戸浮世絵を読む』ちくま新書 2002
- 『画家とふるさと』東信堂 2002
- 『江戸の浮世絵』藝華書院 2009
- 『江戸の絵画』藝華書院 2010
- 『浮世絵　日本の伝統文化2』山川出版社 2019

## 共著・共編・編著
- 春信 三彩社 1970
- 日本の美術139 写楽 至文堂 1977
- 日本の美術210 江戸絵画2 至文堂 1983
- 日本の美術228 春信 至文堂 1985
- 日本の美術260 英一蝶 至文堂 1988
- 日本の美術321 扇面画（近世編） 至文堂 1993
- 浮世絵の鑑賞基礎知識 大久保純一共著 至文堂 1994
- 水墨画の巨匠11 大雅 講談社 1994
- 新潮日本美術文庫10 伊藤若冲、新潮社 1996
- 日本の美術363 師宣と初期浮世絵 至文堂 1996
- カラー版　浮世絵の歴史　美術出版社 1998
- 日本の美術463 酒井抱一と江戸琳派の美学 至文堂 2004
- 別冊太陽 浮世絵師列伝 平凡社 2005
- 春画と肉筆浮世絵 白倉敬彦共編著 洋泉社 2006
- 公文浮世絵コレクション 母子絵百景 河出書房新社 2007
- 公文浮世絵コレクション 江戸子ども百景 河出書房新社 2008
- ボストン美術館秘蔵 浮世絵の至宝スポルディング・コレクション名作選 小学館 2009
- 歌麿 歌満くら 浮世絵春画名品コレクション1　ランダムハウス講談社 2009
- 国貞 花鳥余情吾妻源氏 浮世絵春画名品コレクション3　ランダムハウス講談社 2009
- 池大雅‐中国へのあこがれ　文人画入門　求龍堂 2011
- 酒井抱一と江戸琳派の全貌　求龍堂 2011
- 教えてコバチュウ先生！浮世絵超入門　小学館 2020
- 教えてコバチュウ先生！琳派超入門　小学館 2020
- 光琳、富士を描く！　幻の名作『富士三壺図屏風』のすべて　小学館 2021

その他、画集編纂、解説、監修等多数。

## 記念論集
- 豊饒の日本美術 小林忠先生古稀記念論集 小林忠先生古稀記念会 藝華書院 2012